# Općina Kamnik
Općina Kamnik (slo.: Občina Kamnik) je općina u sjevernoj Sloveniji u pokrajini Gorenjskoj i statističkoj regiji Središnja Slovenija. Središte općine je grad Kamnik s 12.197 stanovnika. 

## Zemljopis
Općina Kamnik nalazi se u sjevernom dijelu Slovenije, sjeveroistočno od Ljubljane. Općina je prostrana, pa ima više cjelina. U središnjem dijelu nalazi se dolina rijeke Kamniške Bistrice, plodna je i naseljena. Nešto manja je dolina rječice Nevljice, koja se pruža u istočnom dijelu općine. U sjevernom dijelu pružaju se Kamniške Alpe s više vrhova preko 2.000 metara nadmorske visine. U jugoistočnom dijelu općine nalazi se planina Veliki Vrh.
U nižim dijelovima općine vlada umjereno kontinentalna klima, a u višim njena oštrija, planinska varijanta.
Najvažnija rijeka u općini je Kamniška Bistrica, pritoka Save, koja presjeca općinu na zapadni i istočni dio i koja protiče kroz grad Kamnik. Njen jedi veći pritok na području općine je rječica Nevljica. Pored njih postoji i niz manjih vodotoka, koji se uljevaju u ove dvije rijeke.

## Naselja u općini
Bela Peč, Bela, Bistričica, Brezje nad Kamnikom, Briše, Buč, Cirkuše v Tuhinju, Češnjice v Tuhinju, Črna pri Kamniku, Črni Vrh v Tuhinju, Gabrovnica, Godič, Golice, Gozd, Gradišče v Tuhinju, Hrib pri Kamniku, Hruševka, Jeranovo, Kališe, Kamnik, Kamniška Bistrica, Klemenčevo, Kostanj, Košiše, Kregarjevo, Krivčevo, Kršič, Laniše, Laseno, Laze v Tuhinju, Liplje, Loke v Tuhinju, Mali Hrib, Mali Rakitovec, Markovo, Mekinje, Motnik, Nevlje, Okrog pri Motniku, Okroglo, Oševek, Pirševo, Podbreg, Podgorje, Podhruška, Podjelše, Podlom, Podstudenec, Poljana, Poreber, Potok v Črni, Potok, Praproče v Tuhinju, Pšajnovica, Ravne pri Šmartnem, Rožično, Rudnik pri Radomljah, Sela pri Kamniku, Sidol, Smrečje v Črni, Snovik, Soteska, Sovinja Peč, Spodnje Palovče, Spodnje Stranje, Srednja vas pri Kamniku, Stahovica, Stara Sela, Stebljevek, Stolnik, Studenca, Šmarca, Šmartno v Tuhinju, Špitalič, Trebelno pri Palovčah, Trobelno, Tučna, Tunjice, Tunjiška Mlaka, Vaseno, Velika Lašna, Velika Planina, Veliki Hrib, Veliki Rakitovec, Vir pri Nevljah, Vodice nad Kamnikom, Volčji Potok, Vranja Peč, Vrhpolje pri Kamniku, Zagorica nad Kamnikom, Zajasovnik, Zakal, Zavrh pri Črnivcu, Zduša, Zgornje Palovče, Zgornje Stranje, Zgornji Motnik, Zgornji Tuhinj, Znojile, Žaga, Žubejevo, Županje Njive

## Vanjske poveznice
- Službena stranica općine